# Martin DeFoor
Martin DeFoor (17 de septiembre de 1805-25 de julio de 1879) fue uno de los primeros colonos de Atlanta. Murió asesinado en su casa a los setenta y tres años, junto a su esposa de ochenta y uno.

## Fondo
En la década de 1840, se mudó con su familia del condado de Franklin, Georgia, a Panthersville. En 1853, se instaló en el área de Bolton y se hizo cargo de la operación del transbordador Montgomery, residiendo en la casa Montgomery el resto de su vida. A partir de entonces al medio de transporte se lo conoció como DeFoor's Ferry. Desde ese momento hasta su muerte, DeFoor y su familia vivieron en la vieja casa Montgomery, una de las más antiguas del condado, ubicada en el lado oeste de lo que ahora es Chattahoochee Avenue, justo al norte de Moore's Mill Road. La casa fue demolida en agosto de 1879 por Thomas Moore, un yerno de DeFoor que usó la madera para erigir un granero en su propia morada al otro lado de la calle.

## Muerte
El 25 de julio de 1879, él y su esposa, Susan, fueron brutalmente asesinados mientras dormían. A las 6 de la mañana del 26 de julio fueron encontrados por su nieto, que entró en la casa extrañado de no verlos en sus tareas, siendo de costumbres madrugadoras. Los encontró en cama, casi decapitados.
El asesino nunca fue identificado, ni se estableció un motivo. No se sabía que tuvieran enemigos y no robaron nada excepto algunos pagarés, a pesar de que la pareja de ancianos tenía dinero en efectivo a la vista. Las botas de Martin fueron encontradas no muy lejos, en el bosque junto con las semillas y cáscara de una sandía casi comida. Igual de extraño es que un registro de la casa descubrió signos de que alguien había entrado por una ventana abierta y se había escondido en el piso superior sin ser notado por los moradores, permaneciendo allí al menos un día, orinando y defecando en el trastero. Por la noche bajó, cogió el arma en la leñera y los golpeó con ella en la cabeza; el hacha ensangrentada se encontró tirada entre la ceniza de la chimenea.
La prensa informó del crimen a nivel nacional y en la época las sospechas se centraron en los vagabundos, advirtiendo sobre su peligrosidad, con un artículo del 30 de julio afirmando que "merodean por el país como lobos, solo inofensivos cuando están saturados, reuniéndose en pandillas cada vez que hay que cometer un delito, o siempre que haya una mancha de sangre en el aire".
En junio de 1883, los periódicos afirmaron que un hombre llamado Joe Johnson había confesado el crimen. Pero su confesión resultó falsa.
El matrimonio está enterrado en el cementerio de la familia Montgomery en Bolton.